# Tubod (Surigao del Norte)
Tubod è una municipalità di quinta classe delle Filippine, situata nella Provincia di Surigao del Norte, nella Regione di Caraga.
Tubod è formata da 9 baranggay:
- Capayahan
- Cawilan
- Del Rosario
- Marga
- Motorpool
- Poblacion (Tubod)
- San Isidro
- San Pablo
- Timamana